# Daniella Cicarelli
Daniella Cicarelli, all'anagrafe Daniela Cicarelli (Belo Horizonte, 6 novembre 1978), è una modella e conduttrice televisiva brasiliana.
La famiglia di Daniella Cicarelli è di origine italo-brasiliana.

## Carriera
Daniella Ciccarelli è diventata nota dopo aver girato uno spot pubblicitario della Pepsi. Nel gennaio 2005 Daniella ha sposato il calciatore Ronaldo nel Castello di Chantilly, in Francia. Il matrimonio è finito dopo soli 84 giorni, con ampia copertura di riviste e programmi televisivi. Oggi la Cicarelli è conduttrice televisiva di MTV Brasile.
Nel settembre del 2006 è stata al centro di uno scandalo a causa di un video, diffuso su YouTube, che riprendeva la modella in un esplicito rapporto sessuale su una spiaggia spagnola con il banchiere brasiliano Renato Malzoni. La Cicarelli ha intentato e vinto in primo grado una causa che ha costretto il sito a rimuovere il video dai server. Il video resta però, ormai, facilmente reperibile attraverso un qualsiasi motore di ricerca. Nel giugno 2007 la sentenza di secondo grado ha invece assolto il portale video e condannato la modella per danni al portale. La Cicarelli inizialmente era riuscita a impedire l'accesso al sito in Brasile.

## Agenzie
- Louisa Models - Munich
- ID Model Management
- Sheri's Management